# Morinda aurantiaca
Morinda aurantiaca är en måreväxtart som först beskrevs av Kurt Krause, och fick sitt nu gällande namn av Julian Alfred Steyermark. Morinda aurantiaca ingår i släktet Morinda och familjen måreväxter. Inga underarter finns listade i Catalogue of Life.